# Batié (Burquina Fasso)
Batié é uma cidade burquinense, capital da província de Noumbiel. Em 2012, sua população estava próximo de 14 057 habitantes.